# Sant Salvador de Bianya (Kirche)
Sant Salvador de Bianya ist eine baulich stark modifizierte romanische Kirche aus dem 12. Jahrhundert in der katalanischen Provinz Girona in Spanien. Trotz der zahlreichen baulichen Modifikationen, die das Gebäude im Laufe der Jahrhunderte erfahren hat, handelt es sich bei dieser Kirche um einen der interessantesten romanischen Bauten in der Garrotxa. Die Kirche befindet sich in dem verwaltungsmäßig zur Gemeinde La Vall de Bianya gehörenden gleichnamigen kleinen Dorf Sant Salvador de Bianya. Die ursprünglich selbständige Gemeinde Sant Salvador de Bianya wurde mit ihrer Kirchengemeinde 1969 in die Großgemeinde La Vall de Bianya eingemeindet.

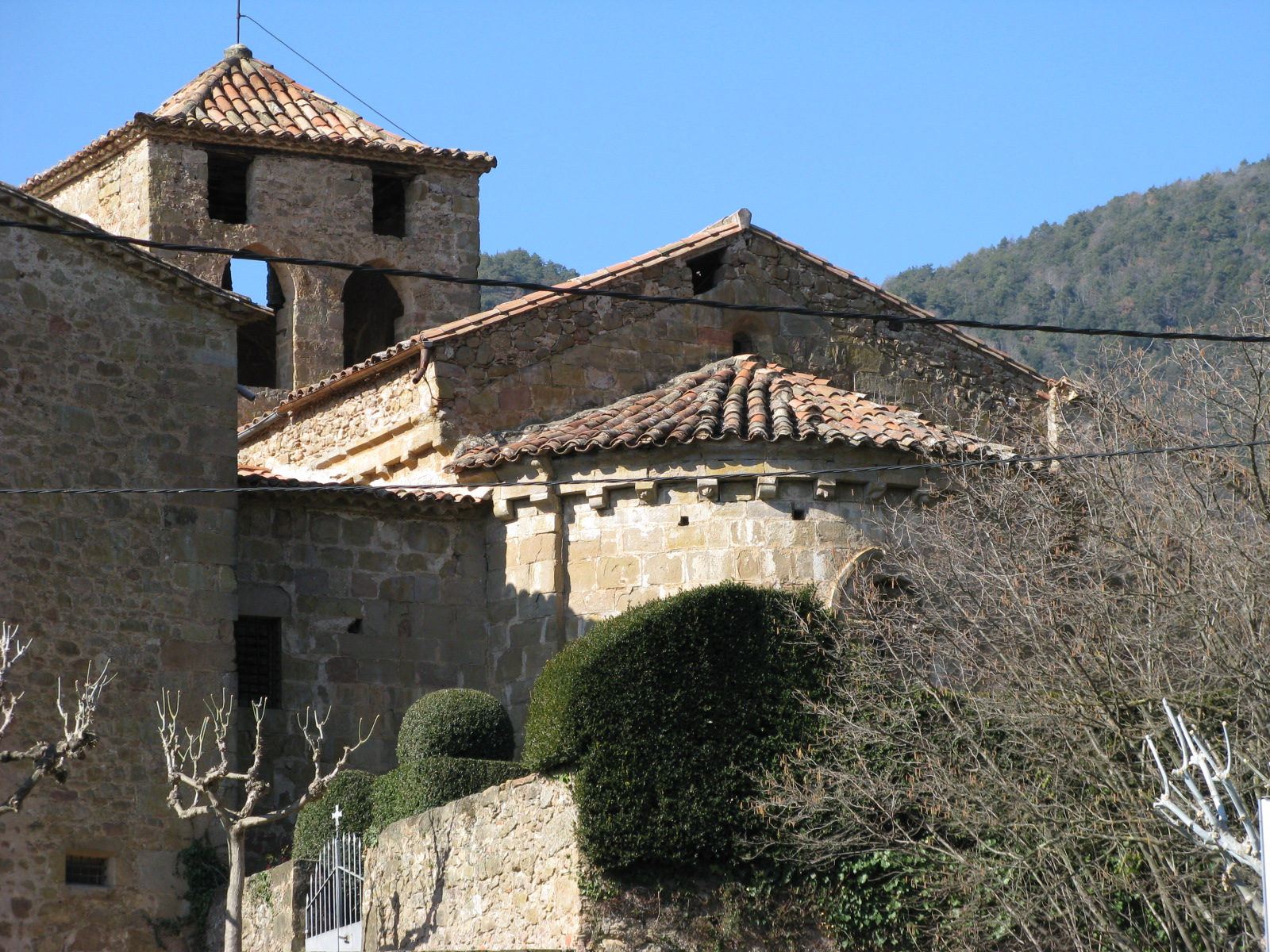
Romanische Kirche Sant Salvador de Bianya

## Architektur

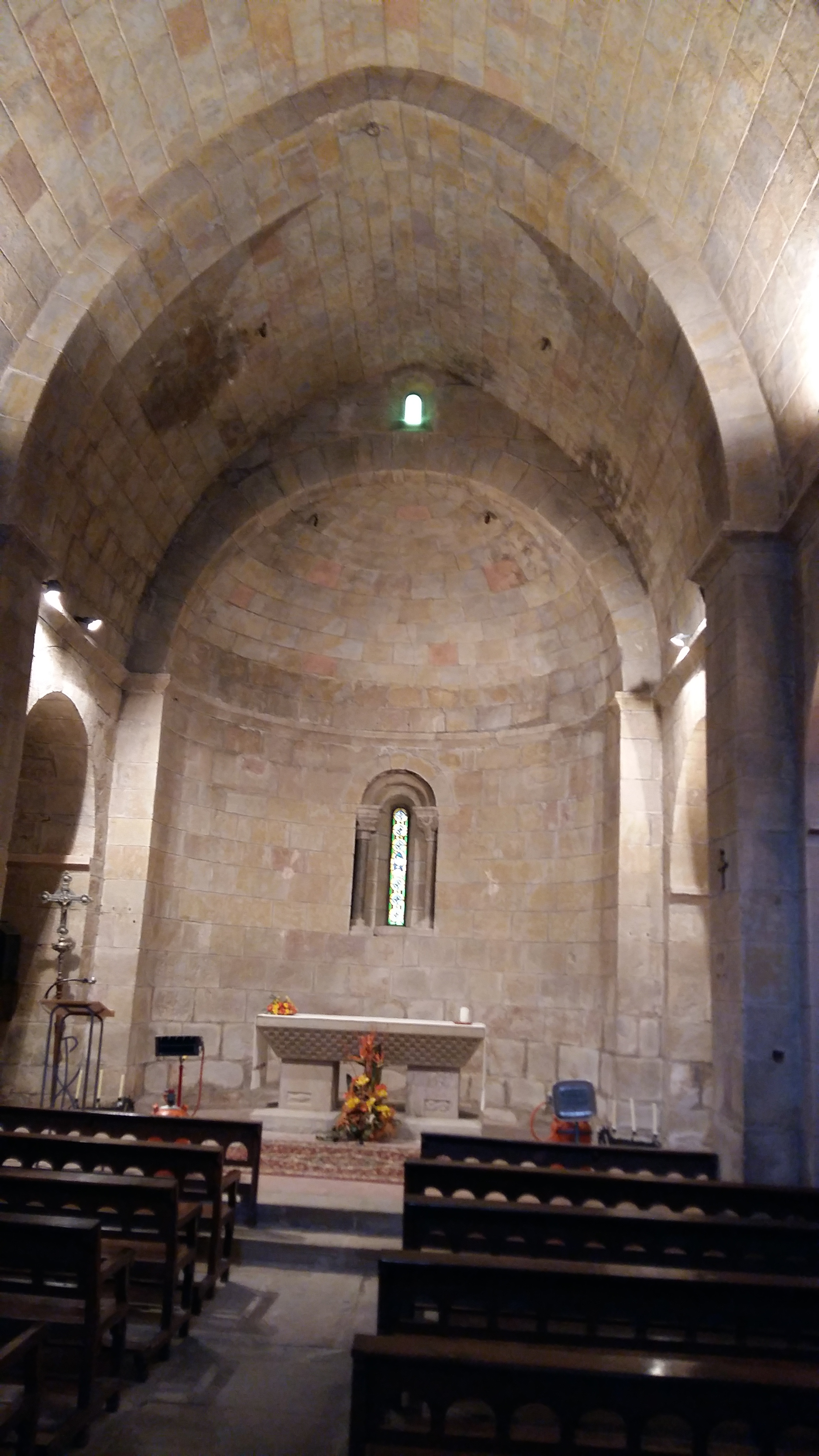
Romanische Kirche Sant Salvador de Bianya – Innenansicht

Die Kirche wurde ursprünglich als einschiffiger, romanischer Bau errichtet. Das an die Gotik erinnernde leichte Spitzbogengewölbe ersetzte das ursprüngliche, romanische, durch das Erdbeben von 1428 zusammengebrochene Tonnengewölbe. Das neue Spitzbogengewölbe stützt sich auf ursprünglich romanisches Mauerwerk. Das Eingangsportal mit seinen Säulen, Kapitellen und zopfförmigen Archivolten wie auch Teile des Altarbereiches wurden 1911 durch den modernistischen Architekten Rafael Masó aus Girona umfangreich, den romanischen Stil wahrend, restauriert. Im 18. Jahrhundert wurden dem Bau Seitenkapellen und eine Sakristei hinzugefügt.  Mittig über dem romanischen Triumphbogen und unter der Decke des diesen überragenden neuen Spitzbogengewölbes wurde ein kleines Fenster eingebaut. Die halbkreisförmige, durch den Triumphbogen vom Schiff getrennte Apsis, ist im romanischen Originalzustand erhalten. Das zentrale Apsisfenster weist auf der Innen- wie auf der Außenseite Ziersäulen, Kapitelle und Archivolten auf. Ein Kranzgesims auf der Außenmauer durchzieht die Apsis und das gesamte Kirchenschiff. Die ursprüngliche romanische Glockenwand wurde im Jahr 1615 in einen Glockenturm mit vierseitigem Dach umgebaut.

### Ausstattung

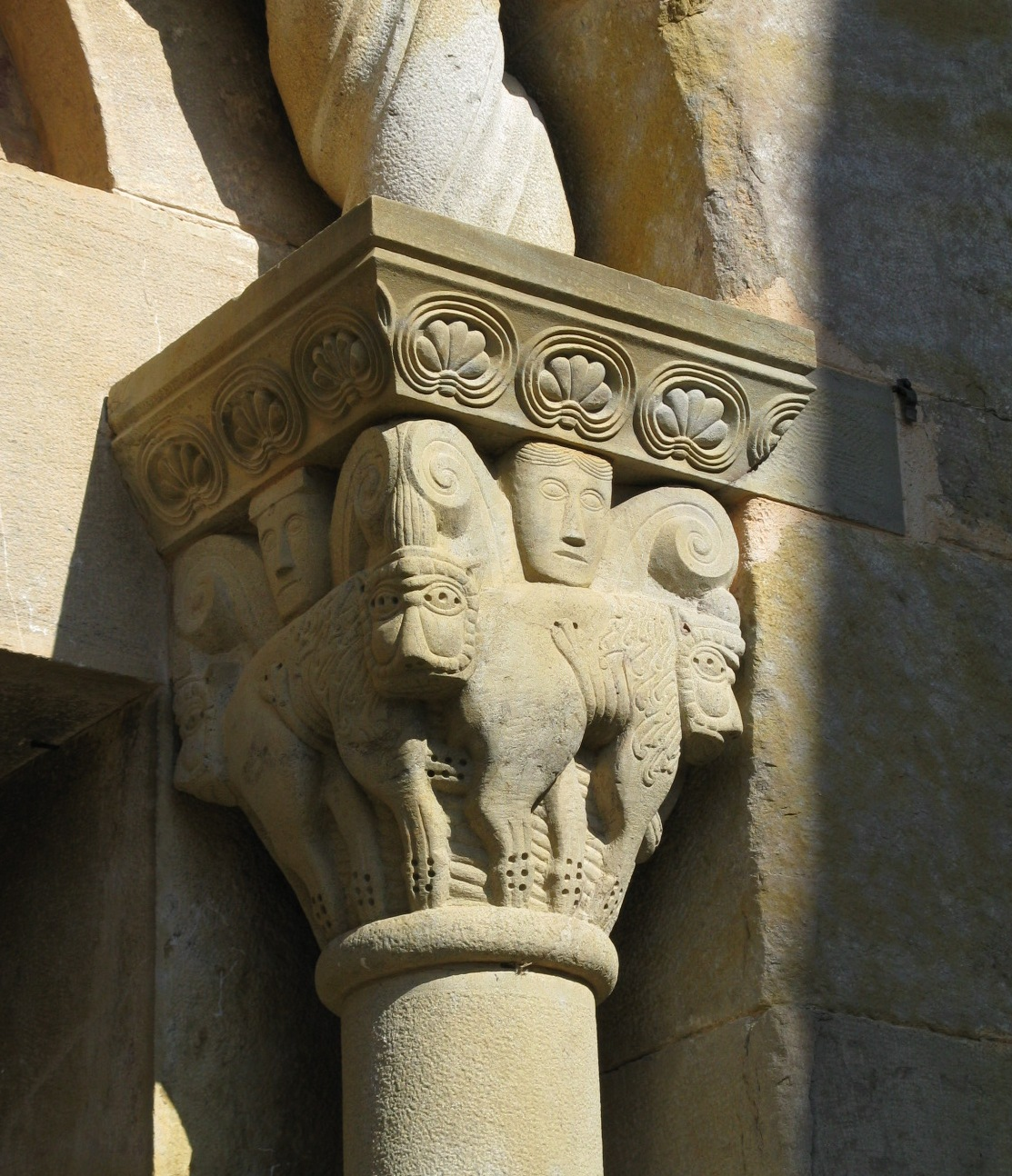
Kapitell rechts am Eingangsportal

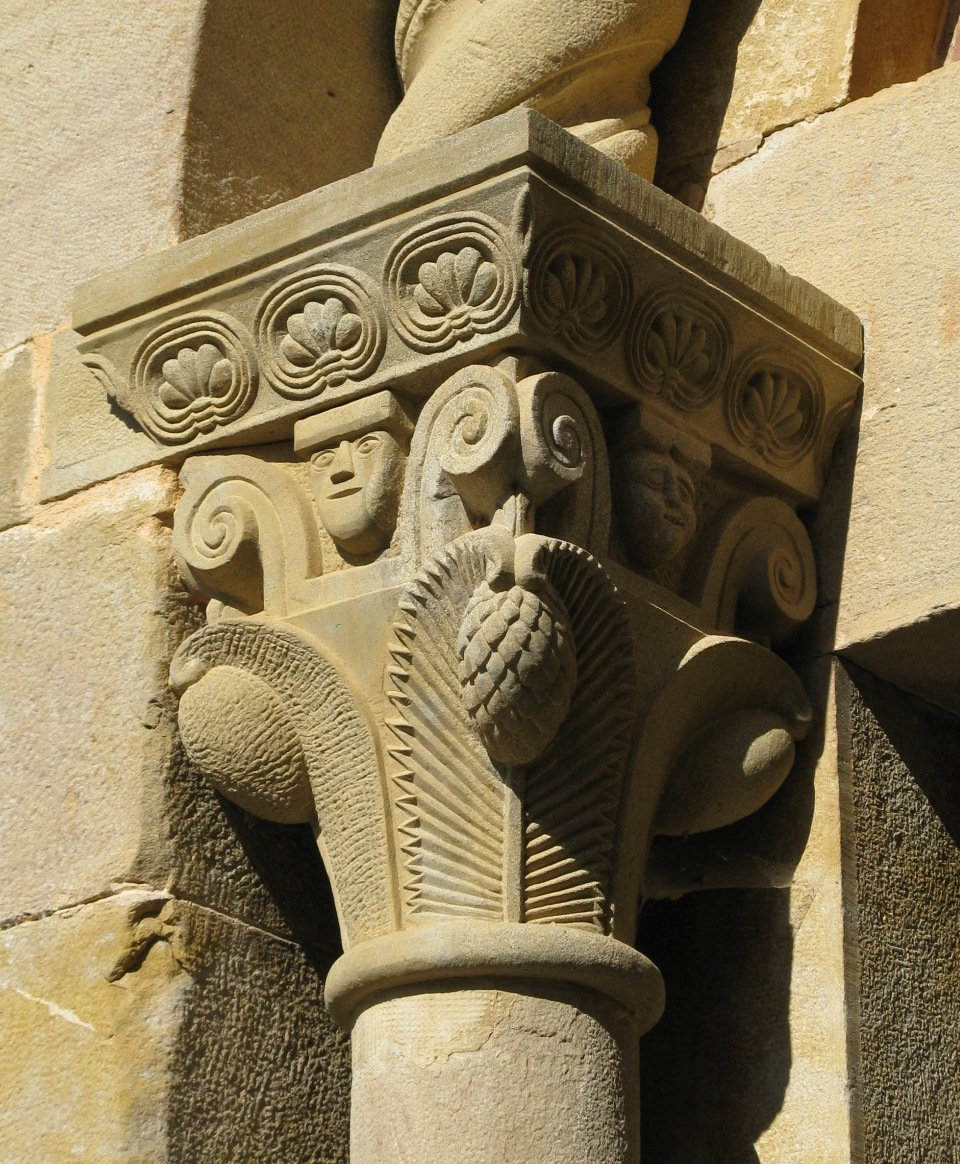
Kapitell links am Eingangsportal

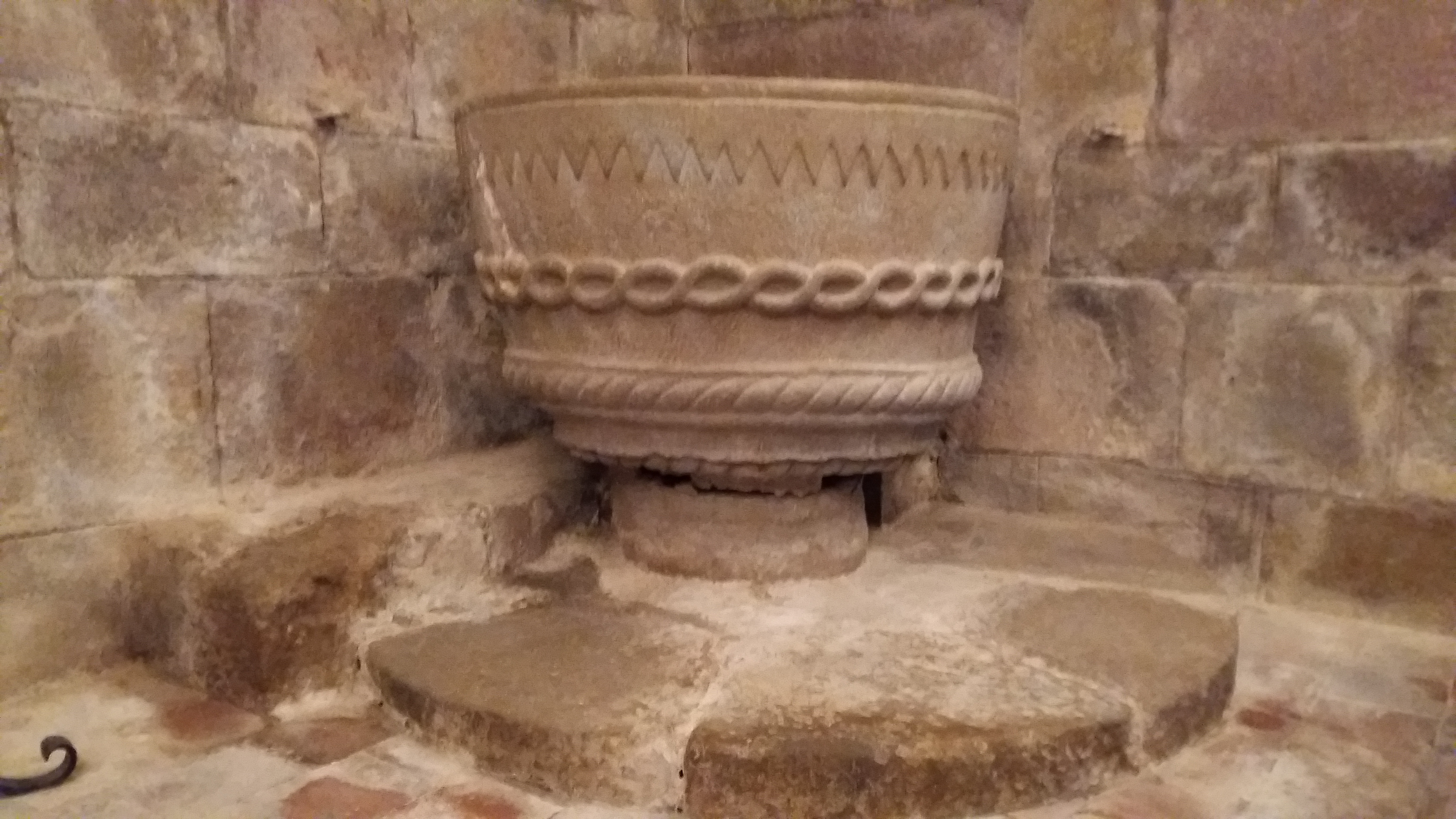
Immersionstaufbecken aus dem 8. Jahrhundert in der Kirche Sant Salvador de Bianya

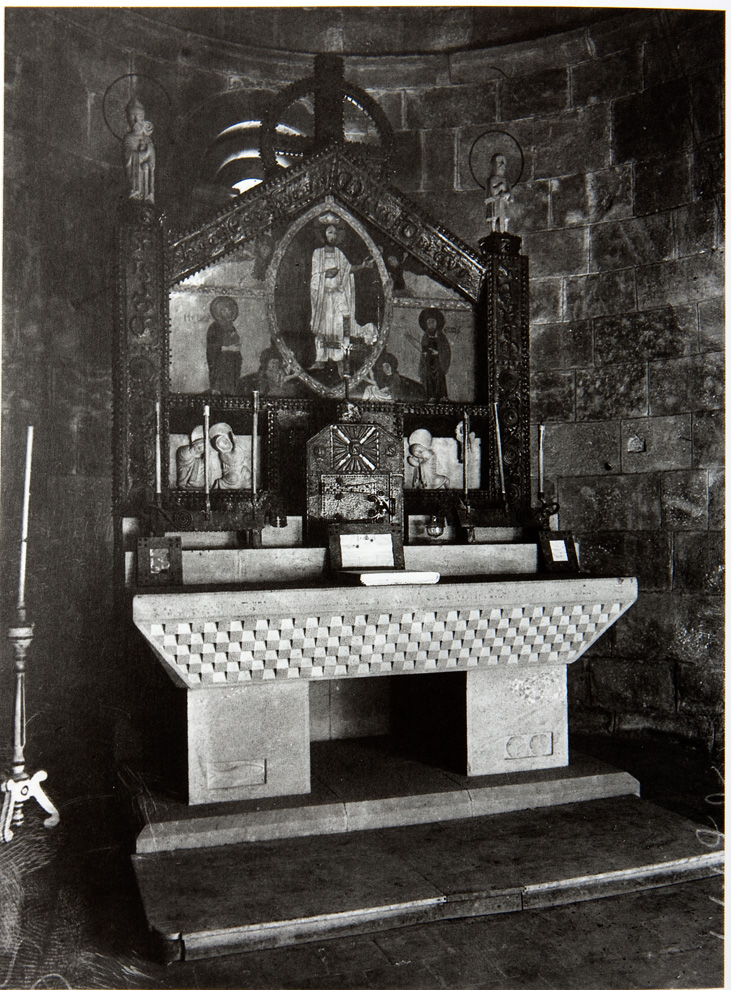
Altar mit dem 1911 von R. Masó in die Kirche eingebrachten und 1936 zerstörten Retabulum

#### Konsolen
Über dem Eingangsportal im Süden befindet sich ein Band aus Konsolensteinen mit zwei Figuren. Dargestellt sind hier im Detail: Ein menschliches Paar, der Männerkopf mit Bart und Schnurrbart, der Frauenkopf mit deutlich betonter Frisur und  ein stark erodierter, mit geometrischen Figuren verzierter Eulenkopf. Weitere Konsolenfiguren und -muster finden sich an den Konsolen der Außenmauer des Kirchenschiffes und der Apsis verteilt. Sant Salvador de Bianya ist eine der wenigen Kirchen in der Garrotxa, die verzierte Konsolenbänder aufweist.

#### Kapitelle
Die Kirche ist mit verschiedenen Säulenkapitellen geschmückt: Am Eingangsportal, im Innen- und im Außenbereich des Apsisfensters und über den beiden Pilastern des Triumphbogens. Nur die beiden letzteren Kapitelle stammen noch original aus der romanischen Zeit. Beide sind verziert mit zwei stark ausgearbeiteten Blättern, zwischen denen jeweils ein menschliches Gesicht angeordnet ist. Neben Schnüren und Streifen sind Motivfiguren aus dem Schachspiel in die Kapitelle eingearbeitet.

### Innenausstattung

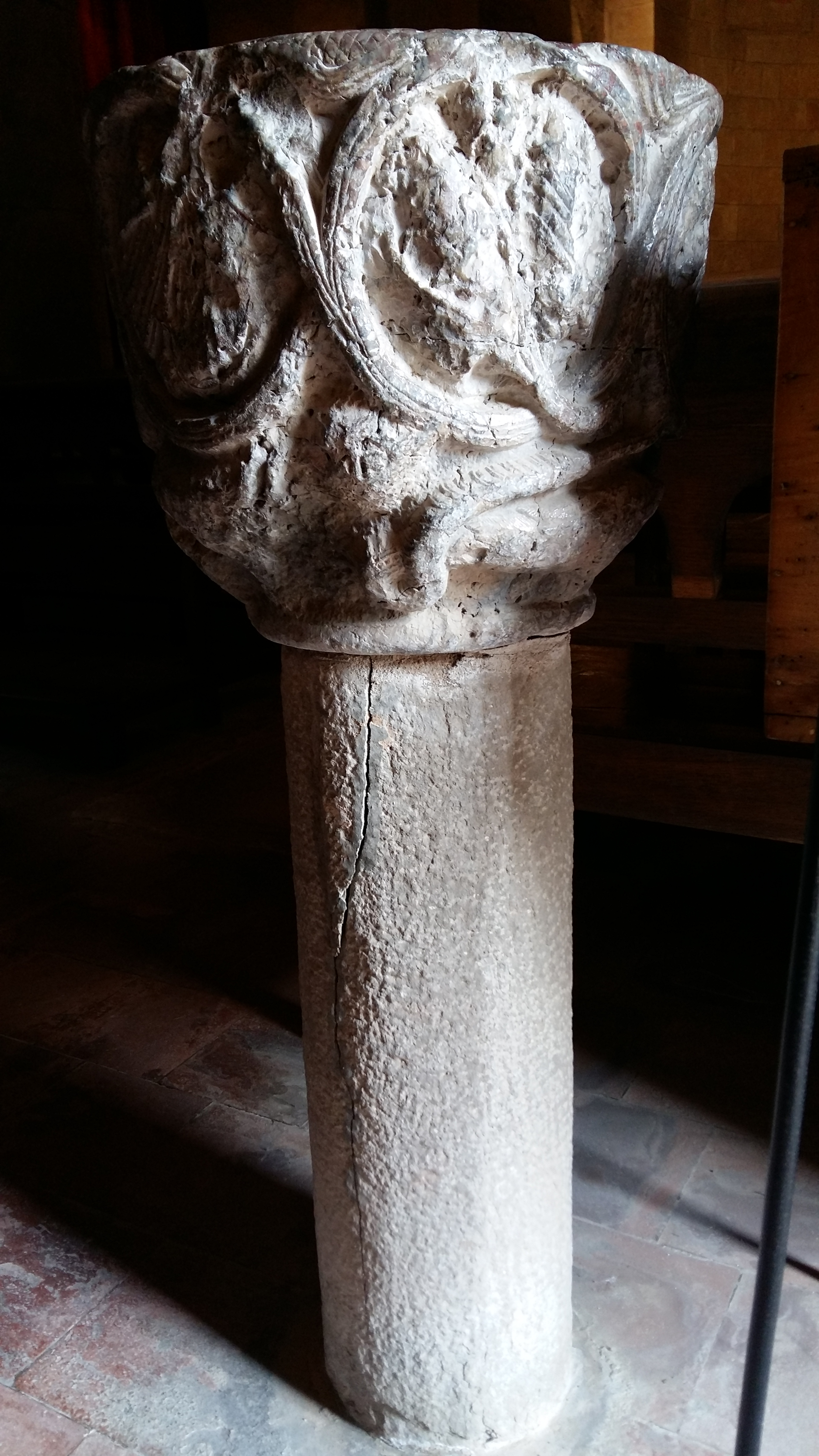
Weihwasserbecken in der Kirche Sant Salvador de Bianya

Im Mittelgang der Kirche befinden sich vier Grabplatten. Eine datiert auf das Sterbedatum 11. Februar 1872 von Juan Ayats, dem damaligen Besitzer des landwirtschaftlichen Nachbargutes der Kirche. Zwei weitere Grabplatten datieren auf den 16. Juli 1851 und auf das Jahr 1699. Eine weitere Grabplatte deckt ein Gemeinschaftsgrab von verstorbenen Bewohnern des zur Kirche gleichnamigen kleinen Dorfes ab.
Die Kirche enthält ein mit zwei eidechsenartigen, mythologischen Tieren verziertes, 32 cm hohes und im Durchmesser 40 cm großes Weihwasserbecken. Die ornamentierten Eidechsen beißen sich wechselseitig in den Hals.
Ein präromanisches Immersionstaufbecken (70 cm hoch und 95 cm im Durchmesser) aus dem 8. Jahrhundert ist mit umgehenden Ornamenten dekoriert. Unten umläuft eine geflochtene Steinschnur diesen Taufstein; in der Mitte verläuft eine Kette und oben ein zahnförmiges Band.

## Geschichte der Kirche
Die Kirche wurde erstmals im Jahr 1090 als Besitztum des einflussreichen Klosters Sant Joan de les Abadesses erwähnt. Das aktuelle Kirchengebäude wurde im Jahr 1170 durch den Bischof von Girona, Guillem de Monells, auf Bitte seines Bruders Ponç, dem Bischof von Tortosa und Abt des  Benediktinerklosters Sant Joan de les Abadesses, konsekriert. Im Jahr 1432 wurde das Kirchengebäude wie viele andere Kirchen in der Gegend durch ein Erdbeben stark in Mitleidenschaft gezogen. Der Bischof von Girona, Joan de Casanova, ordnete bei einem Pastoralbesuch im selben Jahr den Wiederaufbau der Kirche innerhalb von zwei Jahren an. Am 24. August 1599 bekam der Maler Pere Mates i Espinosa aus Girona den Auftrag, ein Altarbild für die Kapelle des Heiligen Andreas mit Szenen aus dem Leben des Apostels Andreas sowie Figuren der Heiligen Maria, dem Heiligen Petrus, dem Heiligen Sebastian, dem Heiligen Salvador und dem Evangelisten Johannes zu erstellen. Diese Werke wurden offensichtlich im Atelier des Malers in Girona angefertigt und nach Sant Salvador de Bianya verbracht, da Regelungen über Begleichung von Schäden beim Transport der Bilder nach Sant Salvador de Bianya bekannt sind. Im 17. Jahrhundert hatte die Kirche neben dem Hauptaltar mehrere Seitenaltäre: Den Altar von Sankt Andreas, den Altar von Johannes dem Täufer, den Altar von Johannes dem Evangelisten und den Altar von Roser, der Maria vom Rosenkranz. Ende des 17. Jahrhunderts wurde der Altar zum Heiligen Christus eingerichtet. Der Sankt Andreas Altar wurde später auf den Heiligen Ponç und den Heiligen Isidor von Madrid umgeweiht. Umfangreiche Restaurierungen fanden im Jahr 1911 unter Leitung des Architekten Rafael Masó aus Girona statt. Hierbei wurde das Eingangsportal mit seiner Archivolte, seinen Schmucksäulen und Kapitellen restauriert. Gleichzeitig erhielt der Hauptaltar ein Retabulum mit einer Szene von der Verklärung Christi. Diese Restaurierungen von 1911 wurden durch die Lliga Regionalista, eine konservative, katalanische Partei, der auch der damalige Gemeindepfarrer angehörte und die sich auf diese Weise für einen Wahlsieg bedankte, subventioniert. Das 1911 vom Architekten Masó in die Kirche eingebrachte Altarbild zur Verklärung Christi wurde 1936 in den ikonoklastischen Wirren zu Beginn des Spanischen Bürgerkrieges durch ein Feuer zerstört. Die aktuell öffentlich nicht zugänglichen Seitenkapellen sind seit diesem Brand rußgeschwärzt und noch nicht wieder restauriert.